# Inkscape
Inkscape és una aplicació de gràfics vectorials lliure i de codi obert que es troba sota llicència GPL V.3. L'Inkscape compleix completament amb els estàndards XML, SVG i CSS2. Té capacitats similars als programes privatius FreeHand o CorelDRAW utilitzant el format de fitxer estandarditzat pel W3C SVG, basat al seu torn en XML. El nom Inkscape sorgeix de combinar les paraules en anglès ink i landscape (tinta i paisatge).

## Història
Inkscape va ser creat al 2003 per un fork del projecte Sodipodi. Sodipodi (aplicació d'il·lustració) que es va desenvolupar l'any 1999. La bifurcació va ser dirigida per un equip de quatre desenvolupadors de Sodipodi (Ted Gould, Bryce Harrington, Nathan Hurst, i MenTaLguY).
Posteriorment, Xara va anunciar plans per alliberar la seva pròpia aplicació de dibuix Xara Xtreme, i els seus desenvolupadors van expressar interès a col·laborar amb Inkscape per buscar camins amb els que els dos projectes poguessin compartir codi, coordinar esforços, i desenvolupar programes de gràfics vectorials de codi obert superiors a qualsevol altre disponible en el món privatiu.

### Llançaments
| Versió   | llançament     | Tipus   | Comentaris |
| -------- | -------------- | ------- | --- |
| 0.32     | 02-11-2003     |         | Es va crear la primera versió de l'Inkscape, molt similar a Sodipodi. Més tard es va afegir la primera versió amb la interfície reorganitzada. |
| 0.35     | 11-11-2003     |         | |
| 0.36     | 11-12- 2003    |         | |
| 0.37     | 16-02-2004     | estable | |
| 0.38     | 12-04- 2004    |         | |
| 0.38.1   |                | estable | |
| 0.39     | 20-07-2004     | estable | |
| 0.40     | 30-11-2004     | estable | |
| 0.41     | 10-02-2005     | estable | S'afegia l'eina de clonació de mosaics i traçat de color, a més d'algunes correccions d'errors. |
| 0.42     | 26-07- 2005    | estable | Van afegir l'aplicació d'estils a text spans, compatibilitat amb efectes millorada, i la nova eina de gradients. |
| 0.43     | 19-11-2005     | estable | Van afegir l'eina de connector, edició col·laborativa, pressió de sensibilitat d'angle, i millores en l'eina de nodes. |
| 0.44     | 24-06-2006     | estable | |
| 0.45     | 05-02-2007     |         | |
| 0.45.1   | 23-03-2007     | estable | Es va afegir la versió de manteniment i de correcció. |
| 0.46     | 24-03-2008     | estable | |
| 0.47     | 24-11-2009     | estable | |
| 0.48     | 23-08-2010     | estable | |
| 0.48.5   | juliol de 2014 |         | |
| 0.91     | 30-01-2015     |         | |
| 0.92     | 04-01-2017     | estable | |
| 0.92.1   | 07-02-2017     |         | |
| 0.92.2   | 7-08-2017      |         | |
| 0.92.3   | 11-03-2018     |         | |
| 0.92.4   | 17-01-2019     | estable | Millores en el rendiment de les extensions i la representació de filtres. |
| 0.92.5   | 09-04-2020     |         | |
| 1.0alpha | 17-01-2019     |         | Es va alliberar amb la darrera versió estable la 0.92.4. |
| 1.0beta1 | 08-09-2019     |         | |
| 1.0beta2 | 03-12-2019     |         | |
| 1.0rc1   | 09-04-2020     |         | |
| 1.0      | 04-05-2020     | estable | Migració a Python 3. Migració a GTK+ 3, el que permet el suport per a pantalles 4k i HiDPI. L'eina Power Stroke permet la interacció amb gestos en les pantalles tàctils i renovació de la interfície de l'aplicació. Fou la primera versió considerada com a acabada, després de 15 anys en desenvolupament. |
| 1.0.1    | 06-09-2020     |         | |
| 1.0.2    | 17-01-2021     |         | |
| 1.1      | 24-05-2021     | estable | Nou diàleg de benvinguda que permet: escollir el format de treball, l'aspecte estètic de l'aplicació entre d'altres opcions. Es millora l'experiència d'usuari amb dreceres de ratolí, quadres de diàleg més personalitzables, el nou camp de cerca entre d'altres millores. Possibilitat d'exportar en formats JPEG, TIFF, WebP. La versió 1.1.2 fou la darrera de manteniment de la serie, llançada el 5 de febrer de 2022 corregia errors de programari, millores en les traduccions i en la documentació. |
| 1.2      | 16-05-2022     |         | Afegí la possibilitat de treballar amb diverses pàgines en un mateix document. Essent la versió 1.2.2, el darrer llançament menor. |
| 1.3      | 23-07-2023     |         | Introduí una nova eina per a construir formes, a partir de la selecció que es fa en traçar un camí. |

Totes les novetats afegides es poden consultar en l'apartat "Releases" del seu lloc oficial.

## Característiques
Inkscape és un editor de gràfics vectorials de codi font obert. L'objectiu principal de l'Inkscape és crear una eina de dibuix potent i còmoda. Les característiques suportades inclouen: formes, traços, text, marcadors, clons, barreges de canals alfa, transformacions, gradients, patrons i agrupaments. Inkscape també suporta metadades Creative Commons, edició de nodes, capes, operacions complexes amb camins, vectorització d'arxius gràfics, text en traços, alineació de textos, i molt més.
Inkscape proporciona missatges flotants que ajuden a entendre la utilització dels botons, comandaments, ordres i claus. Ve amb un teclat complet i referència del ratolí (en HTML) i diverses guies didàctiques interactives en SVG. Les característiques del SVG suportades inclouen la creació i manipulació de formes bàsiques, els camins, el text alfa, les transformacions, els gradients, l'edició de nodes, l'agrupació d'elements, el desat en SVG, la importació i exportació en formats AI, EPS, JPG i PNG, TIFF i l'exportació en WebPa, DXF, sk1, PDF, EPS i PostScript entre d'altres.
La interfície de Sodipodi (el predecessor de l'Inkscape) estava basada en part en les de CorelDRAW i GIMP.